# Línia successòria al tron de Luxemburg
Des del 2011, la successió a la corona de Luxemburg es realitza segons primogènia absoluta a partir dels descendents del Gran Duc Enric de Luxemburg i segons criteris d'antiguitat davant d'altres dinasties.

## Línia successòria
- Gran Duquessa Carlota (1896–1985)
  -  Gran Duc Joan (1921)
    -  Gran Duc Enric (1955)
      - (1) Gran Duc Hereu Guillem (1981)
        - (2) Príncep Carles (2020)
        - (3) Príncep Francesc (2023)

      - (4) Príncep Fèlix (1984)
        - (5) Princesa Amàlia de Nassau (2014)
        - (6) Príncep Liam de Nassau (2016)
        - (7) Príncep Baltasar de Nassau (2024)

      - (8) Princesa Alexandra (1991)
      - (9) Príncep Sebastià (1992)

    - (10) Príncep Guillem (1963)
      - (11) Príncep Pau Lluís de Nassau (1998)
      - (12) Príncep Leopold de Nassau (2000)
      - (13) Príncep Joan Andreu de Nassau (2004)

  - Príncep Carles (1927–1977)
    - (14) Príncep Robert (1968)
      - (15) Príncep Alexandre de Nassau (1997)
      - Príncep Frederic de Nassau (2002-2025)

## Llei de successió

### Història
La Constitució de Luxemburg especifica que la corona és hereditària dins de la casa de Nassau, segons el pacte de 1783 (el Pacte de la Família Nassau), el Tractat de Viena del 1815, i el Tractat de Londres de 1867.

### Primogènia absoluta
La preferència dels homes sobre les dones en la successió al tron de Luxemburg es va abandonar en favor de la primonènia absoluta el 20 de juny de 2011, després d'un decret establert pel Gran Duc Enric.
Des d'aleshores, qualsevol descendent dona de la família del Gran Duc, nascuda d'un matrimoni autoritzat, pot heretar el tron, en funció de l'ordre de naixement, tal com s'estableix a l'article 3 de la Constitució i del Pacte de la Família Nassai, sense tenir en compte el gènere, aplicable per primer cop amb relació a la successió del mateix Enric.